# Сарториус, Иоганн Баптист
Иоганн Баптист Сарториус (нем. Johann Baptist Sartorius; 5 марта 1798, Вюрцбург — 21 марта 1884, Вюрцбург) — немецкий юрист и правовед.
В 1833—1841 гг. преподавал в Цюрихском университете, с 1837 г. экстраординарный профессор; читал курсы по государственному праву и государствоведению, гражданскому праву, истории римского права. В 1842—1848 гг. профессор Гейдельбергского университета. В 1848 году назначен судьёй апелляционного суда Нижней Франконии в Ашаффенбурге, в 1858 году переведён в апелляционный суд в Айхштетте.
Основной труд — книга «Органон совершенного мира» (нем. Organon des vollkommenen Friedens; 1837), в которой Сарториус доказывал, что «мир и развитие цивилизованных народов могут быть достигнуты только посредством учреждения всемирной представительной республики». Опубликовал также монографии «Отправление правосудия в Германии судебными коллегиями, их природа и условия» (нем. Teutschlands Rechtspflege durch Kollegial-Gerichte, ihre Natur und ihre Verhältnisse; 1832), «Доктрина встречного иска в немецком гражданском процессе» (нем. Die Lehre von der Widerklage nach dem deutschen Civilprocesse; 1838), составил «Сборник примечательных судебных дел в Баварии» (нем. Sammlung merkwürdiger Rechtsfälle Bayerns; 1830, совместно с Ф. А. фон Цу Райном) и хрестоматию судебных дел гражданского производства для университетов (нем. Gesammelte Rechtsfälle für die Civil-Praxis an Deutschen Universitäten; 1844). В 1862 году, вернувшись в родной Вюрцбург, выпустил книгу «Диалект Вюрцбурга» (нем. Die Mundart der Stadt Würzburg, репринтное издание 1968).